# Butterfly (Manga)
Butterfly (jap. バタフライ, Batafurai) ist eine Manga-Serie von Yu Aikawa. Der ungefähr 900 Seiten umfassende Manga richtet sich vorwiegend an eine erwachsene, männliche Leserschaft, lässt sich also der Seinen-Gattung zuordnen.

## Handlung
Der Protagonist Ginji Ishikawa hat eine starke Abneigung gegen alles Okkulte, obwohl er sich jeden Morgen einbildet, seinen toten Bruder, der Selbstmord begangen hat, zu sehen. Trotz dieser Abneigung ist er durch seine Schulden bei Ageha gezwungen, mit diesem als Exorzist Geister auszutreiben. Ageha sieht äußerst feminin aus, kleidet sich stets wie ein Mädchen und geht noch zur Grundschule. Er hat die besondere Fähigkeit, die Gedanken anderer Menschen in seiner Nähe als Illusion zu erschaffen. Da er diese aber selbst nicht mehr zerstören kann, ist er auf Ginji angewiesen.

## Veröffentlichungen
Butterfly erschien in Japan von Oktober 2002 bis November 2006 in 43 Einzelkapiteln im Manga-Magazin Comic Birz, in dem zur selben Zeit unter anderem auch Kyoko Karasuma und Rozen Maiden veröffentlicht wurden. Der Gentosha-Verlag brachte diese Einzelkapitel auch von Juli 2003 bis November 2006 in fünf Sammelbänden heraus.
Der Manga erschien in Deutschland von Dezember 2005 bis März 2008 beim Tokyopop-Verlag. Die Übersetzung stammt von Marcus Wehner. Auf Englisch erschien die Serie bei Madman Entertainment in Australien und Neuseeland und bei Tokyopop in den USA. Ever Glory Publishing brachte eine chinesische Fassung heraus.